# Land van Gulik

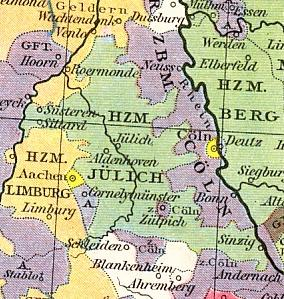
Het Land van Gulik binnen het dubbelhertogdom Gulik-Berg in 1477

Het Land van Gulik of Gulikerland is een historische Duitse grensregio in de deelstaat Noordrijn-Westfalen. Het gebied is gelegen tussen de rivieren Maas en de Rijn met de rivier Roer richting Roermond als de centrale as. De belangrijkste plaats van deze regio was van oudsher de vestingstad Jülich (Nederlands: Guli(c)k), aan de Roer gelegen, hoofdstad van het in de middeleeuwen zelfstandige hertogdom Gulik (Duits: Herzogtum Jülich). De stad ligt ongeveer halverwege op de lijn Maastricht-Keulen. Het gelijknamige hertogdom behoorde  tot de Nederrijns-Westfaalse Kreits binnen het Heilige Roomse Rijk. Het omvatte een gebied dat zich aan weerszijden uitstrekte langs bijna de hele loop van de Roer, globaal gesitueerd in het driehoekig gebied tussen het keurvorstendom Keulen aan de oostkant en het prinsbisdom Luik aan de westkant, direct grenzend aan het huidige Nederlands Zuid-, Midden- en Noord-Limburg.  Diverse stukken van de huidige Nederlandse provincie Limburg maakten in vroeger eeuwen deel uit van het hertogdom Gulik, waaronder de plaatsen Sittard, Born, Susteren en Tegelen. 

## Historische ontwikkeling
Het gebied heeft een lange geschiedenis doordat de plaats Juliacum (het latere Gulik) in de Romeinse tijd al als pleisterplaats diende. De Gulikgouw (pagus Juliacensis) was een Frankische gouw ten oosten van de Maas met Gulik (Jülich) als centrum en wordt vanaf de negende eeuw vermeld. In de middeleeuwen werd het gebied geregeerd door de graven en hertogen van Gulik. Door familiebanden met het graafschap Vlaanderen (zie Willem van Gulik de Jongere) werd de Vlaamse zwarte leeuw uit het wapen van Vlaanderen ook de Gulikse leeuw. Na 1423 kan men niet meer spreken van het hertogdom Gulik in engere zin, omdat het land eerst verbonden werd met het Hertogdom Berg en vervolgens ook met het Hertogdom Kleef. Gulik vormde niet langer een eigen staatje, maar werd een onderdeel van een gedislokeerde politieke eenheid, Gulik-Berg, gelegen aan beide zijden van de Nederrijn, waartussen het Keurvorstendom Keulen een wig vormde.

## Roerdepartement

Roerdepartement (in rood) naast de andere departementen in het noorden van het Franse Keizerrijk, 1811

Limburg na de Franse tijd (1815-1839)
-- Geel: het voormalige Franse departement Nedermaas
-- Groen: delen van het voormalige Franse Roerdepartement
-- Rode lijn: splitsing van 1839
-- H: Horst, -- R: rechter Maasoever
-- S: Sittard en Susteren, verworven in 1815,
-- N: Nederkruchten, in 1815 afgestaan aan Pruisen
-- T: Tegelen, -- M: Melick en Herkenbosch, in 1817 met Pruisen geruild voor -- H: 's-Hertogenrade

In de Franse tijd vormde het land van Gulik een hoofdbestanddeel van het Roerdepartement, een welgekozen benaming, al maakte Roermond er net geen deel van uit. Het departement bestond verder uit gebiedsdelen die tijdens het ancien régime gehoord hadden tot onder andere het hertogdom Kleef, het Rijk van Aken, het prinsbisdom Keulen en Pruisisch Opper-Gelre. De hoofdstad was Aken. Twee districten van het departement omvatten delen van het latere Nederlands Limburg en hebben aldus vanaf 1815 tot de vorming van deze provincie bijgedragen:
- Het District (arrondissement) Aken, met daarin onder meer de kantons Aken, Heinsberg, Monschau en Sittard, nam min of meer de functie van Gulik over als grensprovincie van het eveneens nieuw gevormde departement Nedermaas op het latere Limburgse grondgebied.
- Het District (arrondissement) Kleef omvatte de volgende, meer noordelijk gelegen kantons in het Land van Kleef en van Gelre: Kleef, Gelderen (Geldern), Goch, Horst, Kalkar, Kranenburg, Wankum, Wesel en Xanten. Deze kantons hadden dus niet tot Gulik behoord. Het kanton Horst en de andere links van de Maas gelegen dorpen behoorden tot het Overkwartier van Gelre of Spaans Opper-Gelre. Tijdens de Spaanse Successieoorlog werd het door Staatse troepen bezet, waarna het in 1713 werd overgedragen aan de Pruisische bondgenoot. Zo bleef het als deel van Pruisisch Opper-Gelre ongeveer een eeuw lang Pruisisch (tot 1815). Het grootste deel van het latere Nederlands Noord-Limburg kwam uit deze Pruisisch-Gelderse erfenis.